# WCW Mayhem
WCW Mayhem — видеоигра про рестлинг, изданная компанией Electronic Arts и основанная на американском промоушене World Championship Wrestling (WCW). Это первая игра по WCW, выпущенная EA, она была выпущена для PlayStation и Nintendo 64 в 1999 году и для Game Boy Color в следующем году.
В игре было несколько нововведений в играх о рестлинге. Например, Mayhem была первой игрой, в которой были представлены все двенадцать арен проведения PPV-шоу WCW, а также все три основных телевизионных шоу WCW (Nitro, Thunder и Saturday Night). Mayhem также была первой игрой про рестлинг, выпущенной в США, в которой были представлены закулисные помещения, что было расширено в ее продолжении, WCW Backstage Assault. Это была также одна из первых игр про рестлинг, в которую были включены аудиокомментарии Бобби Хинана и Тони Шавони; правда, в версии для N64 был включен только Шавони, хотя некоторые его реплики были адресованы непосредственно Хинану.
В Mayhem также был режим «Pay-Per-View», который отличался от других игр про рестлинг тем, что игрок мог ввести код, чтобы разблокировать реальные составы матчей с этих шоу; эти коды выдавались в эфире Nitro за неделю до платного первенства. Однако это продолжалось всего три месяца (закончилось одноименным шоу WCW Mayhem), так как состав участников игры был устаревшим вскоре после ее выхода, так как несколько рестлеров покинули компанию. На момент выхода игры ее частично спонсировали безалкогольные напитки Surge.

## Отзывы
| Сводный рейтинг    | Сводный рейтинг | Сводный рейтинг | Сводный рейтинг |
| Издание            | Оценка          | Оценка          | Оценка          |
| Издание            | GBC             | N64             | PS              |
| ------------------ | --------------- | --------------- | --------------- |
| GameRankings       | 63 %            | 67,73 %         | 73,20 %         |
| Иноязычные издания |                 |                 |                 |
| Издание            | Оценка          | Оценка          | Оценка          |
| Издание            | GBC             | N64             | PS              |
| GameSpot           | 6,7/10          | 7,0/10          | 7,4/10          |
| IGN                | 7,0/10          | 8,5/10          | N/A             |
| Next Generation    | N/A             | [ 10 ]          | N/A             |

Дэниел Эриксон сделал обзор версии игры для Nintendo 64 для Next Generation, оценив ее в одну звезду из пяти, и заявил: «Если бы эта игра существовала в полном вакууме, она бы едва выдержала — на фоне WrestleMania 2000 и даже Attitude она просто непростительна».
После выхода игра получила отзывы выше среднего. Игру критиковали за плохое обнаружение ударов и отсутствие разнообразных приёмов. Однако ее похвалили за гладкую и детализированную графику, также высоко оценили звук.